# Siccia caffra
Siccia caffra là một loài bướm đêm thuộc phân họ Arctiinae, họ Erebidae.